# يحيى بن سليم الطائفي
أبو زكريا يحيى بن سليم القرشي المكي الطائفي الأدمي الحذاء الخزاز. نزيل مكة، شيخ مسن محدث. قال الشافعي: كان رجلًا فاضلًا كنا نعده من الأبدال، وكان إذا ركب حمارا أو دابة، لا يقول له: اغد، إنما يقول: لا إله إلا الله. مات يحيى بن سليم في سنة خمس وتسعين ومائة.

## روايته للحديث النبوي
- حدث عن: عبد الله بن عثمان بن خثيم، وإسماعيل بن أمية وعبيد الله بن عمر وابن جريج وموسى بن عقبة ومحمد بن عبد الله الديباج وجماعة.
- وعنه: الشافعي زأحمد بن حنبل وإسحاق ومحمد بن يحيى وكثير بن عبيد والحسن بن عرفة والحسن بن محمد الزعفراني وآخرون.[1]

## آراء العلماء فيه
الجرح والتعديل
- أبو أحمد الحاكم: ليس بالحافظ عندهم.
- أبو أحمد بن عدي الجرجاني: أحاديثه متقاربة وهو لا بأس به.
- أبو القاسم بن بشكوال: طائفي شيخ.
- أبو بشر الدولابي: ليس بالقوي.
- أبو حاتم الرازي: شيخ صالح، محله الصدق، ولم يكن بالحافظ، يكتب حديثه ولا يحتج به.
- أبو حاتم بن حبان البستي: يخطئ.
- أحمد بن حنبل: والله إن حديثه فيه شئ، وكأنه لم يحمده، ومرة: أتيته فكتبت عنه شيئا، فرأيته يخلط في الأحاديث فتركته، وفيه شيء ولين أمره، ومرة: ثقة.
- أحمد بن شعيب النسائي: ليس به بأس، وهو منكر الحديث عن عبيد الله بن عمر، ومرة: ليس بالقوي.
- أحمد بن صالح الجيلي: ثقة.
- ابن حجر العسقلاني: صدوق سيء الحفظ في روايته عن عبيد الله بن عمر خاصة.
- الدارقطني: سيء الحفظ.
- الذهبي: ثقة.
- زكريا بن يحيى الساجي: صدوق يهم في الحديث، وأخطأ في أحاديث رواها عبيد الله بن عمر.
- محمد بن إسماعيل البخاري: ما حدث الحميدى عن يحيى بن سليم فهو صحيح.
- محمد بن سعد كاتب الواقدي: ثقة، كثير الحديث.
- مصنفوا تحرير تقريب التهذيب: صدوق حسن الحديث، ضعيف في روايته عن عبيد الله بن عمر.
- يحيى بن معين: ليس به بأس يكتب حديثه، ومرة: ثقة.
- يعقوب بن سفيان الفسوي: سني، رجل صالح، وكتابه لا بأس به وإذا حدث من كتابه فحديثه حسن، وإذا حدث حفظا فتعرف وتنكر.